# Sweet Baby James (brano musicale)
Sweet Baby James è un brano musicale scritto da James Taylor e pubblicato nel 1970 nell'omonimo album. Inizialmente la canzone era stata pubblicata come singolo ma non aveva riscosso un gran successo. Tuttavia il brano è il più conosciuto ed apprezzato fra quelli della sua produzione.

## Storia
La canzone fu scritta da James Taylor per suo nipote, il figlio di suo fratello Alex, che era stato appunto chiamato James. Il brano è un misto tra una canzone da cowboy e una ninna nanna. Il brano fu ideato dal cantautore mentre viaggiava attraverso la Carolina del Nord, diretto ad incontrare suo nipote per la prima volta.
La canzone è al ritmo di valzer, il coro richiama alla memoria una ninna nanna, con un riferimento alla tradizionale  Rock-ae bye Baby.